# Kostomłoty Drugie
Kostomłoty Drugie – wieś w Polsce położona w województwie świętokrzyskim, w powiecie kieleckim, w gminie Miedziana Góra.
W latach 1975–1998 miejscowość administracyjnie należała do województwa kieleckiego.
W Kostomłotach Drugich znajdują się: kościół parafialny, cmentarz parafialny i szkoła podstawowa.

## Części miejscowości
| SIMC    | Nazwa              | Rodzaj    |
| ------- | ------------------ | --------- |
| 0252262 | Bruśnia            | część wsi |
| 0252279 | Górki Kostomłockie | część wsi |
| 0252285 | Laskowa            | część wsi |
| 0252291 | Podprzygonie       | część wsi |
| 0252300 | Wieprzki           | część wsi |

## Historia
Kostomłoty – wieś odnotowana przez Długosza 1470–1480 jako „Kostomlothy” (Długosz L.B. t.I s.476). W wieku XIX wieś w gminie Niewachlów, parafii Kielce. Wymieniona w spisie miast wsi i osad Królestwa Polskiego z roku 1827, posiadała wówczas 65 domów i 501 mieszkańców. Podział na (początkowo) Kostomłoty I i Kostomłoty II nastąpił w latach 60. XX wieku. Nazwy Kostomłoty Pierwsze i Kostomłoty Drugie występują w skorowidzu miejscowości z roku 1967 .